# Museu Copta

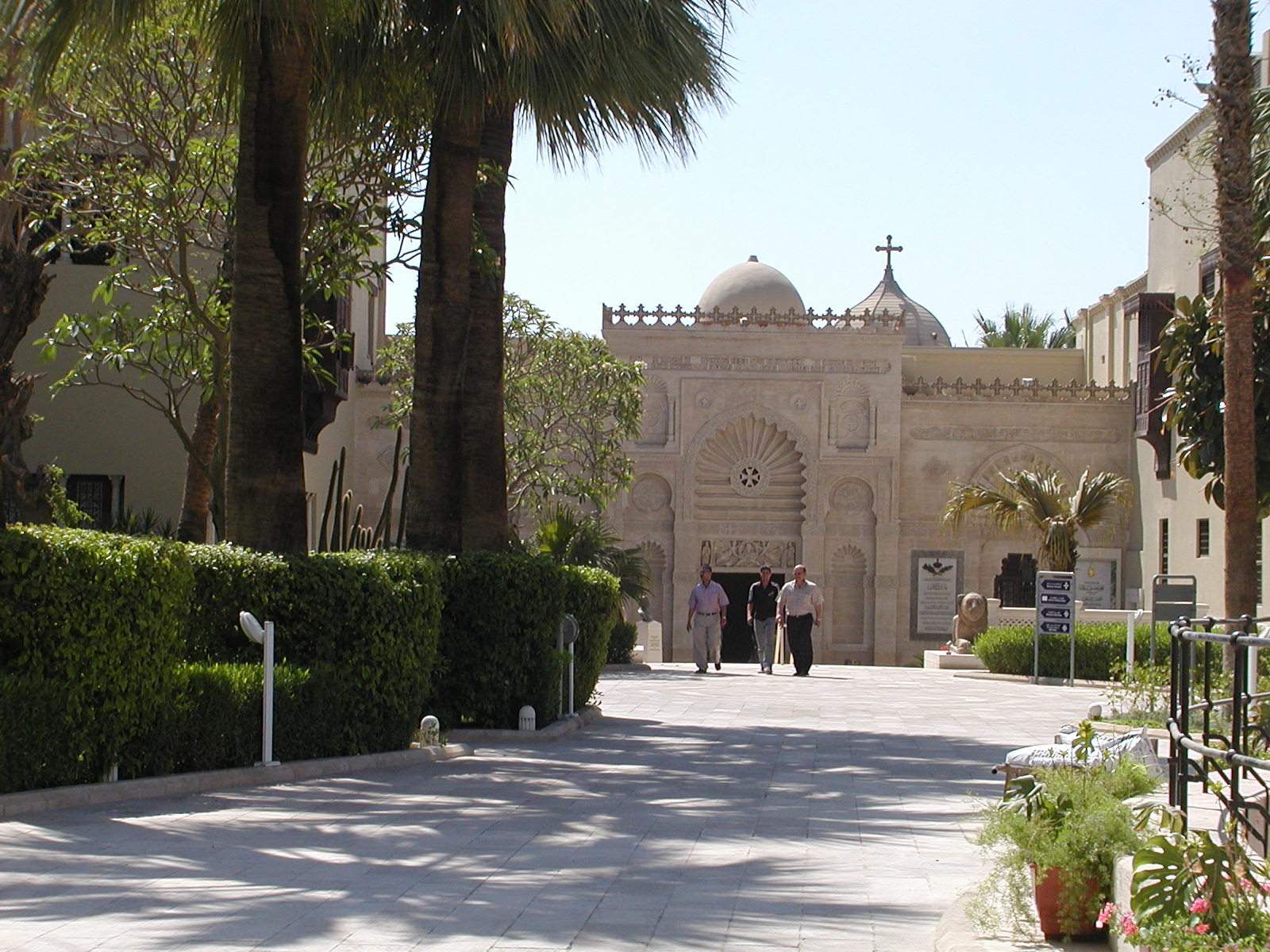
Museu Copta

O Museu Copta é um museu na parte copta da cidade do Cairo, no Egito, e que aloja a maior coleção de artefatos Cristãos Egípcios do mundo. Foi fundado por Marcus Simaika Paşa em 1910 para alojar antiguidades Coptas. O museu segue a história da Cristianismo no Egito desde os primórdios até hoje. O prédio foi erguido num terreno de 8.000 m2 oferecido pela Igreja Ortodoxa Copta de Alexandria sob a guarda do Patriarca (ou Papa) Cirilo V.

## História

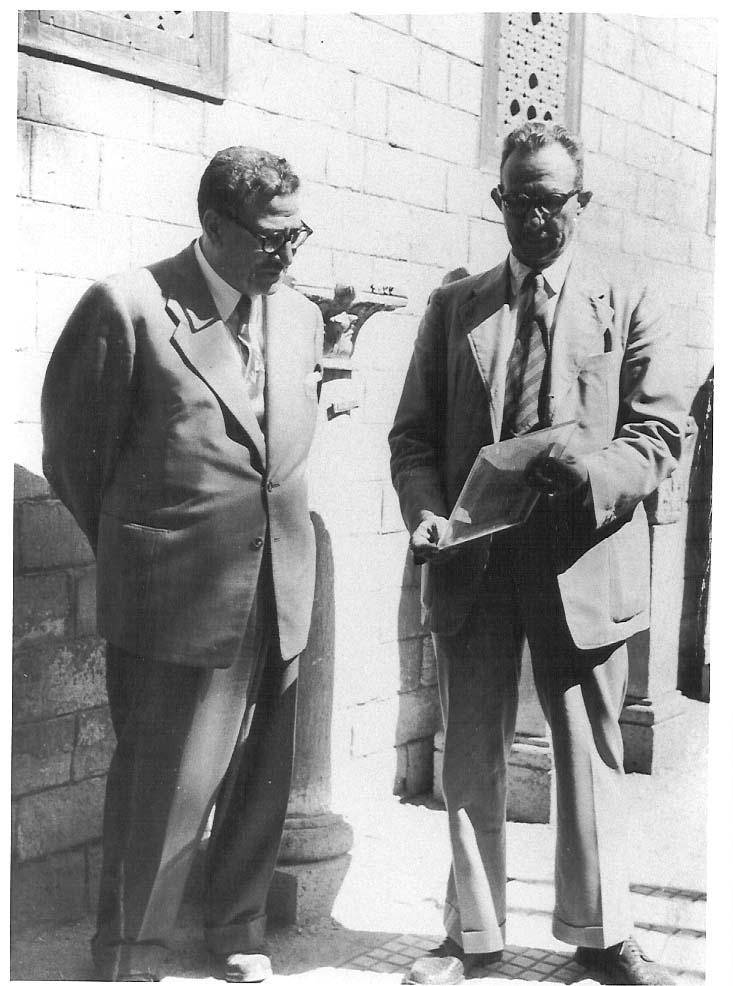
Dr. Pahor Labib mostrando um dos manuscritos de Nag Hammadi a Henri Kissinger

Em 1908, após ter recebido a aprovação e uma quantidade de antiguidades de prata do Patriarca Cirilo V; e levantado fundos por subscrição pública, Marcus Simaika Paşa construiu o Museu Copta e o inaugurou em 14 de Março de 1910. A comunidade Copta foi generosa no apoio ao museu, doando numerosas vestimentas, afrescos e ícones. Em 1931, o Museu Copta se tornou um museu estatal sob a jurisdição do Conselho Supremo de Antiguidades (Departamento de Antiguidades na época) e, em 1939, a coleção de antiguidades Cristãs no Museu Egípcio foi movida para lá. Elas foram alojadas na Nova Ala, completada em 1944. Por causa de danos estruturais, a Ala Antiga foi fechada em 1966, culminando numa reforma geral entre 1983 e 1984. As fundações do museu foram reforçadas entre 1986 e 1988, o que ajudou o edifício sobreviver ao terremoto de 1992.
Marcus Simaika Paşa foi sucedido pelo Dr. Togo Mina e, em seguida, pelo Dr. Pahor Labib, o primeiro a receber o título de Diretor do Museu Copta.

## Coleção

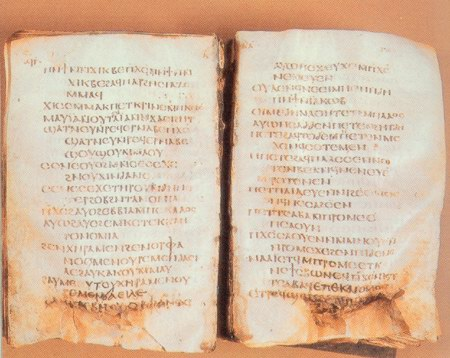
Livro de Salmos Mudil, do acervo do Museu Copta

O Museu Copta é detentor da maior coleção de objetos de arte copta e artefatos Coptas do mundo. Os monumentos apresentam uma rica mistura de tradições Egípcias, Gregas, Romanas, Bizantinas e Otomanas ligando o Egito Antigo ao Islâmico. Os objetos estão agrupados pelos diferentes meios, como escultura em pedra, em madeira, metalurgia, têxteis e manuscritos. O número total de objetos em exposição é de aproximadamente 15.000.

### Biblioteca de Nag Hammadi
O Museu Copta também é o lar dos 1.200 manuscritos da Biblioteca de Nag Hammadi, alojados numa biblioteca especial aberta apenas a pesquisadores especializados.